# نيكولاس مونرو
نيكولاس مونرو (بالإنجليزية: Nicholas Monroe) مواليد 12 أبريل 1982 في أوكلاهوما سيتي، هو لاعب كرة مضرب أمريكي بدأ مسيرته كمحترف سنة 2004 يلعب باليد اليمنى ويحتل حالياً المرتبة - في تصنيف رابطة محترفي كرة المضرب. أعلى تصنيف له في الفردي كان المركز الـ 253 في سنة 2011.

## الخط الزمني للزوجي
مفتاح
| ف | ن | ن.ن | ر.ن | د# | د.م | ل | أ.أ | ت | غ | ب | ف | ذ | م.خ | ل.ت |

(ف) فاز بالبطولة (ن) وصل النهائي (ن.ن) نصف النهائي (ر.ن) ربع النهائي (د#) الأدوار الأربعة الأولى (د.م) دور المجموعات (ل) شارك في كأس ديفيز (أ.أ) خرج من الأدوار الاولى (ت) خسر التصفيات التأهيلية (غ) غاب عن الحدث أو البطولة (ب) حصل على ميدالية برونزية (ف) حصل على ميدالية فضية (ذ) حصل على ميدالية ذهبية (م.خ) بطولة الماسترز خُفضت إلى مرتبة أقل (ل.ت) البطولة لم تعقد في السنة المعينة.
لتجنب الارتباك وازدواجية الحساب، يتم تحديث هذه المعلومات إما في نهاية البطولة، أو عندما تكون مشاركة اللاعب في البطولة قد انتهت.
| دورات الجراند سلام            |     |     |     |     |
| بطولة أستراليا المفتوحة للتنس | غ   | د1  | د1  | 0–2 |
| دورة رولان غاروس الدولية      | غ   | غ   | د2  | 1-1 |
| ويمبلدون                      | غ   | د2  | د1  | 1–2 |
| أمريكا المفتوحة               | د2  | د1  | د1  | 1–3 |
| فوز-خسارة                     | 1–1 | 1–3 | 1-4 | 3–8 |

## روابط خارجية
- نيكولاس مونرو على موقع رابطة محترفي التنس (الإنجليزية)
- نيكولاس مونرو على موقع الاتحاد الدولي لكرة المضرب (الإنجليزية)
- نيكولاس مونرو على موقع خلاصة التنس.كوم (الإنجليزية)
- نيكولاس مونرو على موقع إي إس بي إن.كوم (الإنجليزية)